# Une affaire de femmes
Une affaire de femmes (también conocida como Asunto de mujeres o Un asunto de mujeres) es una película francesa dirigida por Claude Chabrol estrenada en 1988. Es un guion adaptado del libro homónimo de Francis Szpiner. Se basa en la historia real de Marie-Louise Giraud, una de las últimas mujeres guillotinadas en Francia. Isabelle Huppert interpreta el papel protagónico.

## Trama
Casada y madre de familia, Marie-Louise acepta ayudar a su vecina a interrumpir un embarazo no deseado. Animada por el éxito, comienza un proceso que convertirá en una inductora de abortos, y en una mujer adúltera. Pero la dureza de la vida bajo el Régimen de Vichy lo agarra, pues es denunciada por su marido y acaba siendo guillotinada por dar ejemplo.

## Reparto
- Isabelle Huppert como Marie.
- François Cluzet como Paul.
- Nils Tavernier como Lucien.
- Marie Trintignant como Lulu/Lucie.
- Dominique Blanc como Jasmine.
- Franck de la Personne como Martinet.
- Anna Mucha como Agnes.
- Guillaume Foutrier como Pierrot #1.
- Nicolas Foutrier como Pierrot #2.
- Aurore Gauvin como Mouche #1.
- Lolita Chammah como Mouche #2.

## Premios y nominaciones

### Premios
Premios del Círculo de Críticos de Cine de Nueva York
| Año  | Categoría                           | Resultado |
| ---- | ----------------------------------- | --------- |
| 1988 | Mejor película en lengua extranjera | Ganadora  |

### Festival Internacional de Cine de Venecia
| Año  | Categoría                     | Persona          | Resultado |
| ---- | ----------------------------- | ---------------- | --------- |
| 1988 | Mejor Interpretación Femenina | Isabelle Huppert | Ganadora  |

### Premios Sant Jordi de Cinematografía
| Año  | Categoría               | Película                                  | Resultado |
| ---- | ----------------------- | ----------------------------------------- | --------- |
| 1989 | Mejor actriz extranjera | Une affaire de femmes (Asunto de mujeres) | Ganadora  |

### Nominaciones
- Globo de Oro a la mejor película en lengua no inglesa 1989